# Homalomena scortechinii
Homalomena scortechinii är en kallaväxtart som beskrevs av Joseph Dalton Hooker. Homalomena scortechinii ingår i släktet Homalomena och familjen kallaväxter. Inga underarter finns listade.